# Esclat (revista)
Esclat va ser una revista literària clandestina de periodicitat bimestral que va publicar a València l'editorial Torre, i de la qual van sortir només tres números. La dirigien Xavier Casp i Miquel Adlert, que ja havien intentat publicar-la des dels primers moments de la postguerra, però va ser sistemàticament prohibida per la censura, fins que aparegué sense autorització el 1948. Fou concebuda a imitació, bé que més modestament, de la barcelonina Ariel, cada número constava de setze pàgines i el seu tiratge era de cent cinquanta exemplars. Feia les funcions de butlletí de la tertúlia, també clandestina, que es reunia al domicili de Casp, i va donar a conéixer la producció d'uns quants escriptors joves majoritàriament valencians i aleshores totalment desconeguts, com Manuel Sanchis Guarner, Joan Fuster, Enric Valor, Josep Giner, Emili Roca, Josep Mascarell i Gosp, Rafael Villar i Santiago Bru i Vidal, entre els més destacables. A més de poemes en català, en publicà de traduïts, acompanyats del text original: un de Rilke (la sisena elegia de Duino), un en anglés, de Sidney Keyes, i un altre en francés, de Marie Noël. Altres col·laboracions consistien en articles sobre temes històrics, d'informació lexicogràfica i gramatical, sobre teatre, sobre etnografia i en general sobre qüestions d'interés per a potenciar la consciència nacional i la recuperació cultural dels valencians.